# Francisco García Fitz
Francisco García Fitz (Sevilla, 1961) es un historiador y medievalista español, profesor de la Universidad de Extremadura.

## Biografía
Nacido en Sevilla en 1961, es licenciado y doctor en Historia por la Universidad de Sevilla y catedrático de Historia Medieval de la Universidad de Extremadura.
Es autor de obras como Castilla y León frente al Islam: Estrategias de expansión y tácticas militares (siglos XI–XIII) (Secretariado de Publicaciones de la Universidad de Sevilla, 1998); Las Navas de Tolosa (Ariel, 2005), sobre la batalla de las Navas de Tolosa; o Cruzados en la Reconquista (Marcial Pons, 2014), junto a Feliciano Nova Portela; entre otras.
También ha sido editor de El cuerpo derrotado: cómo trataban musulmanes y cristianos a los enemigos vencidos (Península Ibérica, ss. VIII-XIII) (Consejo Superior de Investigaciones Científicas, 2008), junto a Maribel Fierro.